# Collegio uninominale Friuli-Venezia Giulia - 01 (Senato della Repubblica 2017)
Il collegio elettorale uninominale Friuli-Venezia Giulia - 01 è stato un collegio elettorale uninominale della Repubblica Italiana per l'elezione del Senato tra il 2017 ed il 2022.

## Territorio
Come previsto dalla legge elettorale italiana del 2017, il collegio era stato definito tramite decreto legislativo all'interno della circoscrizione Friuli-Venezia Giulia.
Era formato dal territorio di 72 comuni: Aiello del Friuli, Aquileia, Attimis, Bagnaria Arsa, Campolongo Tapogliano, Capriva del Friuli, Cervignano del Friuli, Chiopris-Viscone, Chiusaforte, Cividale del Friuli, Cormons, Corno di Rosazzo, Doberdò del Lago, Dogna, Dolegna del Collio, Drenchia, Duino-Aurisina, Faedis, Farra d'Isonzo, Fiumicello, Fogliano Redipuglia, Gorizia, Gradisca d'Isonzo, Grado, Grimacco, Lusevera, Malborghetto-Valbruna, Manzano, Mariano del Friuli, Medea, Moimacco, Monfalcone, Monrupino, Moraro, Mossa, Muggia, Nimis, Palmanova, Pontebba, Povoletto, Premariacco, Prepotto, Pulfero, Remanzacco, Resia, Romans d'Isonzo, Ronchi dei Legionari, Ruda, Sagrado, San Canzian d'Isonzo, San Dorligo della Valle-Dolina, San Floriano del Collio, San Giovanni al Natisone, San Leonardo, San Lorenzo Isontino, San Pier d'Isonzo, San Pietro al Natisone, San Vito al Torre, Savogna, Savogna d'Isonzo, Sgonico, Staranzano, Stregna, Taipana, Tarvisio, Terzo d'Aquileia, Torreano, Trieste, Turriaco, Villa Vicentina, Villesse, Visco.
Il collegio era parte del collegio plurinominale Friuli-Venezia Giulia - 01.

## Eletti
| Elezione | Elezione | Senatore      | Partito      |
| -------- | -------- | ------------- | ------------ |
|          | 2018     | Laura Stabile | Forza Italia |

## Dati elettorali

### XVIII legislatura
Come previsto dalla legge elettorale, 116 senatori erano eletti con sistema a maggioranza relativa in altrettanti collegi uninominali a turno unico.
| Candidati              | Candidati               | Voti    | %     | Liste                                | Voti    | %     |
| ---------------------- | ----------------------- | ------- | ----- | ------------------------------------ | ------- | ----- |
|                        | Laura Stabile ✔️ Eletto | 100 096 | 39,41 | Lega                                 | 56 097  | 22,09 |
| Forza Italia           | Laura Stabile ✔️ Eletto | 100 096 | 39,41 | 29 035                               | 11,43   |       |
| Fratelli d'Italia      | Laura Stabile ✔️ Eletto | 100 096 | 39,41 | 13 118                               | 5,16    |       |
| Noi con l'Italia - UDC | Laura Stabile ✔️ Eletto | 100 096 | 39,41 | 1 776                                | 0,70    |       |
|                        | Riccardo Illy           | 67 269  | 26,48 | Partito Democratico                  | 55 698  | 21,93 |
| +Europa                | Riccardo Illy           | 67 269  | 26,48 | 9 043                                | 3,56    |       |
| Italia Europa Insieme  | Riccardo Illy           | 67 269  | 26,48 | 1 474                                | 0,58    |       |
| Civica Popolare        | Riccardo Illy           | 67 269  | 26,48 | 1 054                                | 0,41    |       |
|                        | Pietro Neglie           | 65 796  | 25,90 | Movimento 5 Stelle                   | 65 796  | 25,90 |
|                        | Serena Pellegrino       | 8 538   | 3,36  | Sinistra Italiana                    | 8 538   | 3,36  |
|                        | Monica Tess             | 2 765   | 1,09  | CasaPound                            | 2 765   | 1,09  |
|                        | Claudia Cernigoi        | 2 740   | 1,08  | Potere al Popolo!                    | 2 740   | 1,08  |
|                        | Manuela Fragiacomo      | 1 879   | 0,74  | Il Popolo della Famiglia             | 1 879   | 0,74  |
|                        | Jeanpierre Dambra       | 1 324   | 0,52  | Italia agli Italiani                 | 1 324   | 0,52  |
|                        | Marcello Malusà         | 938     | 0,37  | Partito Valore Umano                 | 938     | 0,37  |
|                        | Fulvio Zorzenon         | 845     | 0,33  | Per una Sinistra Rivoluzionaria      | 845     | 0,33  |
|                        | Elisabetta Basso        | 806     | 0,32  | Patto per l'Autonomia                | 806     | 0,32  |
|                        | Martina Digovic         | 607     | 0,24  | Siamo                                | 607     | 0,24  |
|                        | Walter Claut            | 393     | 0,15  | Lista del Popolo per la Costituzione | 393     | 0,15  |
| Totale                 | Totale                  | 253 996 | 100   |                                      | 253 996 | 100   |
|                        |                         |         |       |                                      |         |       |
| Voti non validi        | Voti non validi         | 8 488   | 3,23  |                                      |         |       |
| Votanti                | Votanti                 | 262 484 | 73,17 |                                      |         |       |
| Elettori               | Elettori                | 358 739 |       |                                      |         |       |